# Erzberg
Pour les articles homonymes, voir Herzberg.
L'Erzberg (« montagne de minerai ») est une montagne située tout près d'Eisenerz, ville de Styrie où l'exploitation ferreuse est très présente.
Depuis deux siècles, l'Erzberg a pris son allure caractéristique de mine à ciel ouvert, striée de gradins. À l'exploitation médiévale, caractérisée par de petites galeries ou carrières isolées, avait déjà succédé, au début du XIXe siècle, un ensemble plus rationnel de puits et de galeries. Vers 1870, les ingénieurs, assurés de l'homogénéité du gisement, passèrent à l'attaque systématique, à ciel ouvert, des flancs de la montagne. Aujourd'hui, on extrait en une journée ce que l'on produisait en un an au XVIe siècle, soit 10 000 tonnes environ. 42 gradins hauts de 12 à 24 m dessinent actuellement un gigantesque escalier et le sommet de l'Erzberg, victime de ce décapage, s'est abaissé, peu à peu, de 1 532 m à 1 465 m. Les 2 300 000 tonnes de minerai produites annuellement sont extraites presque totalement à ciel ouvert, sans interruption en hiver. Ce minerai passe dans des installations de calcination, au pied de la montagne, où sa teneur en fer s'enrichit de 32 %. La transformation en plaques de métal se fait dans des aciéries à Donawitz et à Linz. 
Lors du second conflit mondial, les plaques étaient ensuite envoyées à Sankt Valentin pour produire des chars de bataille.
La totalité du minerai de fer autrichien provient actuellement de l'Erzberg, assurant le tiers des besoins de la sidérurgie nationale.

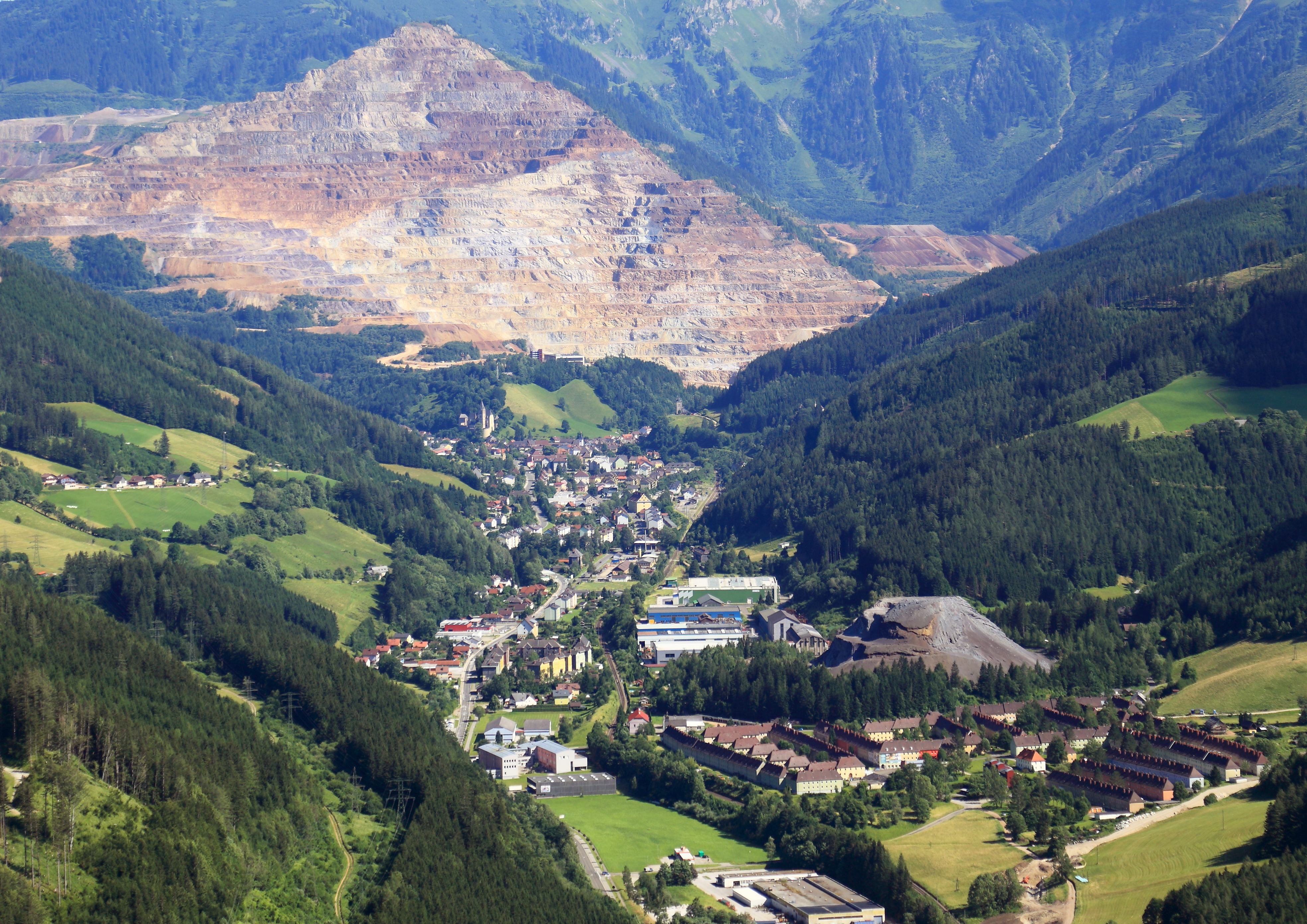
Erzberg et Eisenerz